# Мечеть аль-Иджабах
Мечеть аль-Иджабах также известная как Мечеть Бани Муавия или Мечеть Аль-Мубахала (араб. مسجد الإجابة‎) — мечеть в города Медина в Саудовской Аравии.

## История
Мечеть аль-Иджабах была построена при жизни пророка Мухаммада. Рассказ о мечети есть в хадисе Сахих Муслим. Мечеть была построена на земле, принадлежащей Муайи бин Малику бин Ауфу из племени Бану Аус. Амир бин Са'дари говорит, что когда пророк Мухамед вернулся из Аль-Алии, он проходил мимо мечети, увидел её и вошел туда. Там он молился вместе со своими спутниками. Он долго молился, затем повернулся к спутникам и рассказал о трех пожеланиях, которые он просил у Аллаха. Он просил спасти людей от голода и наводнения, а также о прекращении раздоров среди людей.
Согласно Иснаду Аллах в своём откровении сказал Мухамеду, что война, клевета и раздоры продолжатся до Судного Дня.

## Описание
Мечеть расположена в 385 метрах к югу от Баки и находится на улице Ас-Ситтин. Расстояние до Аль-Масджид-а-Набави (после расширения) составляет всего 580 метров. Сегодня этот регион является частью района Бани Муавия. Имеет один минарет.